# La ragazza delle renne
La ragazza delle renne (Stöld) è un film del 2024 diretto da Elle Márjá Eira, tratto dal romanzo omonimo di Ann-Helen Laestadius.

## Trama
Elsa, una ragazza appartenente al popolo Sami, cerca di difendere il suo popolo da un mondo sempre più xenofobo, il cambiamento climatico minaccia le renne e i giovani scelgono il suicidio in una disperazione collettiva.

## Distribuzione
Il film è stato distribuito sulla piattaforma Netflix a partire dal 12 aprile 2024.